# Late Show with David Letterman
Ne doit pas être confondu avec Late Night with David Letterman ou Late Show (émission de télévision, 1993).
Cet article concerne le talk show de David Letterman. Pour celui de Stephen Colbert, voir Late Show with Stephen Colbert.
Le Late Show with David Letterman /leɪt ˈʃoʊ wɪθ ˈdeɪvɪd ˈlɛtɚmæn/ est une émission de télévision, de type late-night show, présentée par l'humoriste américain David Letterman et diffusée depuis le 30 août 1993, en troisième partie de soirée, sur le réseau de télévision CBS. Elle est produite par Worldwide Pants, la société de production de Letterman. 
Sa diffusion cessera en 2015, année de départ à la retraite de son animateur David Letterman. Il sera remplacé par l'humoriste Stephen Colbert, alors présentateur du Colbert Report sur Comedy Central dans le Late Show with Stephen Colbert à partir de septembre 2015.

## Format
L'orchestre qui accompagne l'émission est le CBS Orchestra dirigé par Paul Shaffer, et l'annonceur, voix off de l'émission, est Alan Kalter, qui a remplacé Bill Wendell en 1995. L'écriture de l'émission et notamment des sketchs est dirigée par les frères Justin et Eric Stangel.

## Historique

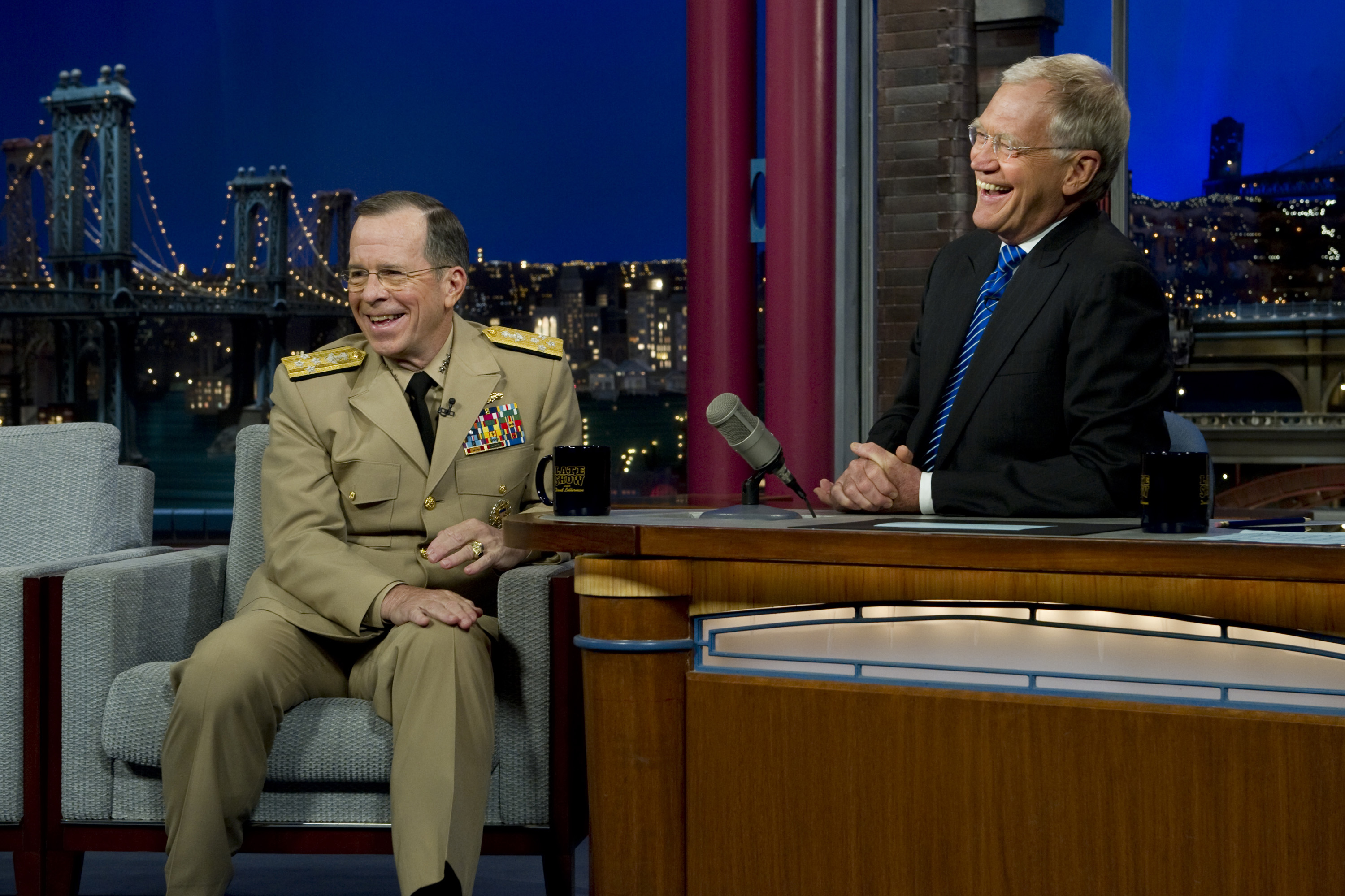
David Letterman en interview pendant le Late Show à New York.

Letterman a d’abord eu sa propre émission d'humour matinale The David Letterman Show sur NBC. L'émission remportera deux trophées Emmy, mais l'audience n’est pas au rendez-vous et la chaîne interrompt l’émission durant l'été 1980 après une courte période de diffusion. Mais Letterman reste sous contrat avec NBC et en 1982 il commence le Late Night with David Letterman, diffusé après le Tonight Show.
L’émission doit alors son succès immédiat à son imprévisibilité et son aspect outrageux et elle atteint le statut de culte. Elle se distingue grâce au caractère subversif de son animateur car Letterman peut se révéler être agressif et sarcastique avec ses invités et certains même n’osent pas se présenter sur le plateau.
Letterman est finalement resté onze ans sur NBC. Mais lorsqu’en 1992, Johnny Carson prend sa retraite, le choix pour le nouvel animateur du Tonight Show prend alors des allures de batailles judiciaires entre avocats et agents. NBC choisit Jay Leno et David Letterman, pourtant chouchou de Carson, est dépité et fâché. En 1993 Letterman s’en va chez CBS pour animer une nouvelle émission en concurrence directe avec le Tonight Show dans la même case horaire tant prisée, The Late show with David Letterman. 
En partant à CBS, il emmène avec lui la majorité de son équipe, ses concepts et ses sketchs. Avec un contrat bien plus juteux qui lui permet de devenir alors l’animateur le mieux payé de la télévision américaine, Letterman devient le premier concurrent sérieux dans la course à l’audimat face à Jay Leno. Son émission a reçu 67 nominations pour le trophée Emmy et l'a gagné douze fois durant ses vingt premières années. Le succès tient encore aux qualités de « showman » de Letterman. Jay Leno a habituellement de meilleures audiences, un écart qui a atteint deux millions de téléspectateurs (5,8 contre 3,8) en 2003. Néanmoins, Letterman se classe habituellement avant Jay Leno dans le sondage annuel Harris sur les personnalités préférées de la télévision américaine.

## Production
Inclus dans son contrat avec CBS, trois points semblaient une priorité absolue : 
1. Letterman plutôt que le réseau serait propriétaire du Late Show avec une diffusion à 23 h 30.
2. Il aurait la possibilité de contrôler et de posséder l’émission.
3. Il aurait un accord de développement financé par CBS.

Après deux décennies de tentatives infructueuses visant à développer un concurrent sérieux face au show de NBC, CBS a immédiatement accepté les trois demandes.
Letterman a ainsi créé sa propre compagnie de production, Worldwide Pants Incorporated (WWP), qui produit son émission et plusieurs autres, incluant Tout le monde aime Raymond (Everybody Loves Raymond), The Late Late Show with Craig Ferguson ainsi que des séries pour Bonnie Hunt. La société est née lors de la période Late Night with David Letterman et bien que NBC détienne à ce moment le contrôle de l’émission ainsi que ses profits, WWP existait en tant qu’entité qui gérait les affaires entre l’émission et le réseau de diffusion. Lorsque Letterman quitte NBC pour CBS, le contrôle du Late Night with David Letterman revint à WWP ; signifiant ainsi qu’elle était propriétaire de l’émission et contrôlait les profits et les diffusions.
Même si Jay Leno reste généralement en tête de la course, le réconfort de Letterman reste ainsi que son changement pour CBS lui a donné plus d’influence et de trésorerie que son rival n’a jamais eus. CBS paie un salaire de 31 millions de dollars à Letterman pour les droits de licence qu’il verse à WWP. La chaine laisse même l’équipe de Letterman diriger le spectacle comme elle le souhaite, des décisions concernant le staff à la liste des invités.
Letterman contrôle la majorité de la compagnie (dont il ne veut pas donner le nom des autres partenaires). WWP est responsable de sa propre paie et des frais généraux. Elle contrôle les droits de l’émission après leur diffusion. Letterman choisit même quelle rediffusion CBS peut utiliser lorsque l’émission est en période creuse.
Jusqu’à aujourd’hui, il existe peu de produits dérivés de l’émission mais WWP est en pourparlers pour vendre des rediffusions à Comedy Central pour environ 150 000 dollars par semaine.
La première offre de CBS donnait également à Letterman un budget de quelques centaines de milliers de dollars pour engager un développeur exécutif et payer le salaire de l’équipe. En retour, CBS avait un droit de regard sur toute nouvelle émission créée par WWP.
Letterman ne peut forcer un réseau de diffusion à émettre une émission sur ses plages horaires mais son influence est néanmoins impressionnante. Et il l’utilise pour négocier et créer d’autres programmes en plus du sien. L’approche de Letterman est de favoriser une idée de programme grâce à l’argent de sa société de production, puis de trouver quelqu’un qui puisse payer pour tout le reste. Il n’est pas le décideur une fois les étapes initiales de création dépassées mais sa signature apporte un poids de taille face aux acheteurs.

## Diffusion

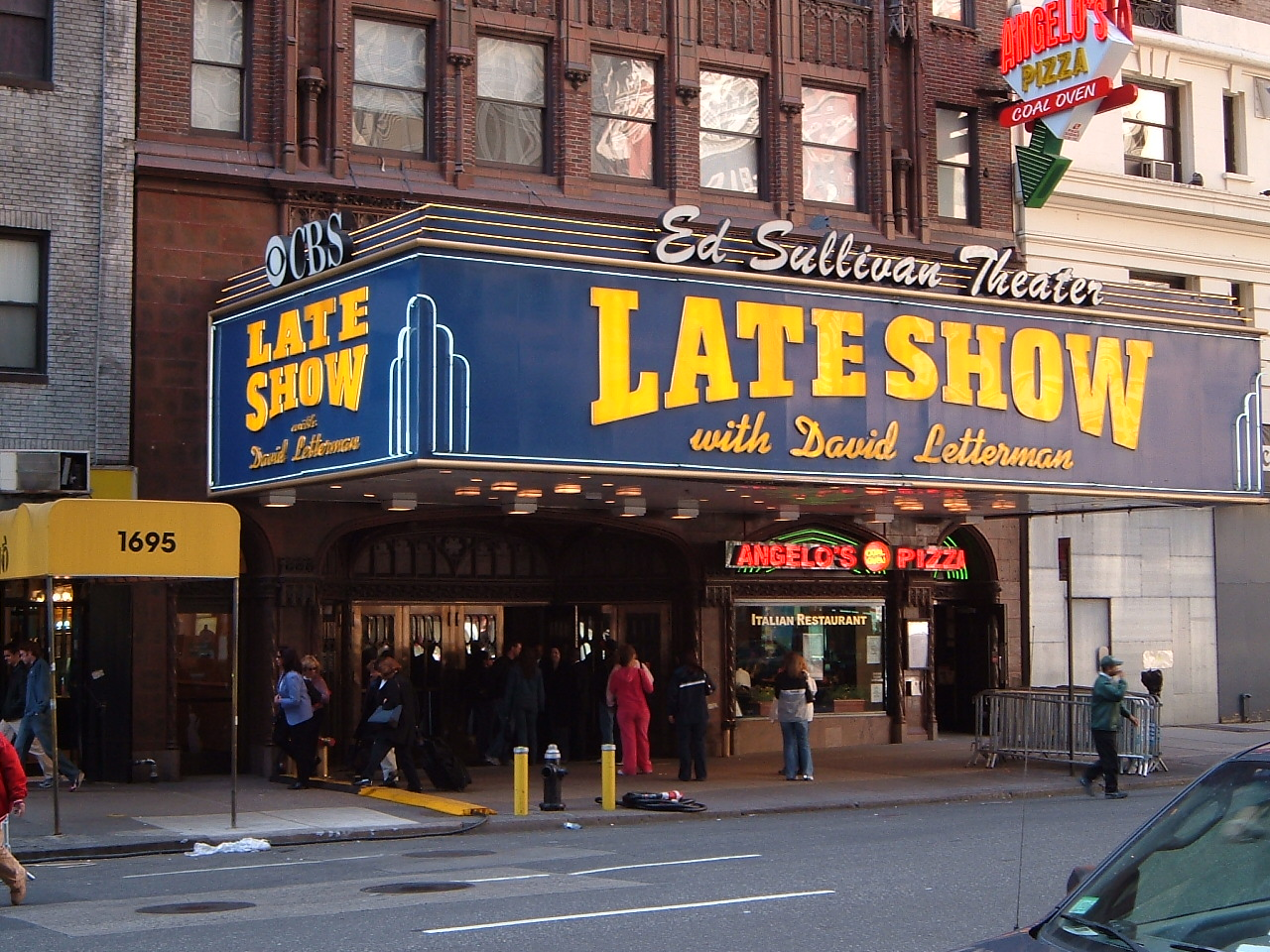
L'Ed Sullivan Theater, lieu d'enregistrement de l'émission, au 1697-1699 Broadway.

L’émission est généralement diffusée à 23 h 35, heure de la côte Est des États-Unis, mais est enregistrée le lundi à 16 h 30 et 19 h, les mardis et mercredis à 17 h 30 et jeudis à 16 h 30. Le deuxième épisode du lundi est généralement diffusé le vendredi de la même semaine.
En France, l'émission est diffusée en version originale sous titrée sur Comédie +.

## Récompense
- Television Critics Association Awards 2015 : Heritage Award